# 超能少女
《超能少女》是淺野敦子在講談社上發表的小說。漫畫版由飯田俊嗣作畫。
電視動畫版自2008年6月開始以《超能力少女蘭》為名，在NHK教育頻道上播放，全26話。

## 故事簡介
故事的主人公蘭是個擁有超能力的開朗又精神的中學一年級女生。同樣也擁有超能力的同級生名波翠、綾瀨留衣和她一起被捲入一系列不可思議的事件。通過他們面對各種事件，蘭起初對自己的不可思議的力量感到煩惱，儘管接觸到了人心中不好的部分，但在家族和朋友的支持下，逐漸接受了他人所謂不同的“自己”的存在，成長起來。在蘭他們面前發生的各種事件之謎，到底這三人會如何如何去解開呢？

## 登場人物
聲優順序為廣播劇CD／電視動畫版。
磯崎蘭（聲：明坂聰美／加藤英美里）
13岁，中学一年级，学校田径部的成员。
性格天真、乐观，拥有很好的运动神经。在小时候就能听见别人听不到的声音，家中的2只小猫正因为听到它们的声音而收养它们。与名波翠相遇后知道自己是超能力者，力量似乎比翠还要强。曾经迷茫过，担心别人不能接受自己，认为自己是奇怪的人，但是在得到留衣和哥哥的认同后，恢复成往昔的活泼开朗。之后和翠、留衣一起解决不同的神秘事件，并且逐渐成长。
男朋友是青梅竹马的绫濑留衣。
名波翠（聲：植田佳奈／同左）
13岁，中学一年级。
超能力者，是成绩优秀的美人，性格冷淡而高傲，总是给人一种难以接近的感觉。因为是超能力者，在小时候能读懂母亲的心思，因此让母亲觉得可怕，被家人所疏远，在心中留下阴影，不愿意相信其他人。其实一直都在寻找能够认同自己的人。是告知兰她是超能力者的人，并引导她是用超能力，在兰对她说出：“名波翠，你就是你。”后，被兰所感动而开始成为朋友。说话有时候会用关西腔。喜欢（一见钟情）：兰的哥哥——矶崎凛。
綾瀨留衣（聲：福山潤／下和田裕貴）
13岁，中学一年级，学校美术部成员。
成绩优秀（学年第一），擅长画画，拥有丰富的知识，处事冷静，是兰青梅竹马的男朋友。是第一个认同兰的能力的人，认为兰的力量也是兰的一部分，并且对兰说兰就是兰。母亲在其小时候去世，现在与父亲两人相依为命。有很强的力量，内心无法被读取，也算是超能力者，但是能力与兰和翠有所不同，类似增幅器的存在，既可增强他人的力量，亦可减弱其力量。
磯崎凜（聲：松本吉朗／關智一）
兰的哥哥，高中2年级，柔道部成员。
料理能力很强，对神秘的事物非常感兴趣，当兰告知哥哥自己是有超能力的人，原本担心被哥哥认为自己很奇怪，却因有超能力而被哥哥所羡慕，认为兰有很厉害的能力。被明波翠暗恋（应该是明恋）。
磯崎玲奈（聲：無／岡村明美）
兰和凛的妈妈，自称超人气恐怖作家家务能力是零（可能因此凛才有超强的料理能力），口头禅是“来了！”若在找不到灵感或熬夜后会变得憔悴，或者说是阴沉，有时候会吓倒其他人。在后来得知兰和翠是超能力者，并认同她们。
磯崎論平（聲：御園行洋／堀內賢雄）
兰和凛的爸爸，酱菜公司职员。
在酱菜公司工作超过20年，非常喜欢酱菜，同时很关心家人。和兰的妈妈是大学同学。在后来得知兰和翠是超能力者，并认同她们。
大原桃子（聲：冰青／折笠富美子）
初登场为兰班上的老师，使人产生友好的感觉，实则最初为城镇里引起骚乱的戴面具的神秘人。
为除兰和翠之外的超能力者，有着令人可怜的过去。不相信友情和爱情。许多案例都与她有关。利用自己的超能力做了许多与兰等人敌对的事。

## 小說
1.ねらわれた街 テレパシー少女「蘭」事件ノート (1999年3月15日) ISBN 4-06-148501-6
2.闇からのささやき テレパシー少女「蘭」事件ノート2 (2000年6月15日) ISBN 4-06-148535-0
3.私の中に何かがいる テレパシー少女「蘭」事件ノート3 (2001年6月15日) ISBN 4-06-148562-8
4.時を超えるSOS テレパシー少女「蘭」事件ノート4 (2002年2月15日) ISBN 4-06-148576-8
5.髑髏は知っていた テレパシー少女「蘭」事件ノート5 (2003年2月14日) ISBN 4-06-148607-1
6.人面瘡は夜笑う テレパシー少女「蘭」事件ノート6 (2004年2月15日) ISBN 4-06-148641-1
7.ゴースト館の謎 テレパシー少女「蘭」事件ノート7 (2005年2月15日) ISBN 4-06-148676-4
8.さらわれた花嫁 テレパシー少女「蘭」事件ノート8 (2006年3月15日) ISBN 4-06-148719-1
9.宇宙からの訪問者 テレパシー少女「蘭」事件ノート9 (2008年7月15日) ISBN 978-4-06-285036-0

## 漫畫版
1.テレパシー少女「蘭」 1 ねらわれた街 前編 ISBN 4-06-373004-2
2.テレパシー少女「蘭」 2 ねらわれた街 後編 ISBN 4-06-373017-4
3.テレパシー少女「蘭」 3 闇からのささやき 前編 ISBN 4-06-373044-1
4.テレパシー少女「蘭」 4 闇からのささやき 後編 ISBN 978-4-06-373052-4
5.テレパシー少女「蘭」 5 私の中に何かがいる 前編 ISBN 978-4-06-373107-1
6.テレパシー少女「蘭」 6 私の中に何かがいる 後編 ISBN 978-4-06-373108-8
7.テレパシー少女「蘭」 7 ゴースト館の謎 ISBN 978-4-06-373133-0
8.テレパシー少女「蘭」 8 髑髏は知っていた ISBN 978-4-06-373169-9

## 電視動畫

### 製作人員
- 監督：大宙征基
- 系列構成、腳本：中村誠
- 音樂：池賴廣
- 人物原案：田澤潮
- 人物設定：八崎健二
- 美術監督：安原稔
- 攝影監督：佐佐木明美
- 音響監督：高桑一
- 動畫製作人：宮本秀晃
- 製作統括：富永慎一、齊藤健治
- 動畫製作：TMS Entertainment
- 製作：NHK ENTERPRISES
- 製作・著作：NHK

### 主題曲
- 片頭曲

歌：Chara
作詞：Chara、作曲：Chara
- 片尾曲

歌：音速
作詞：藤井敬之、作曲：藤井敬之、編曲：中村太知&音速

### 各話列表
| 話数   | 日文標題                                | 脚本            | 分鏡       | 演出       | 總作画監督     | 作画監督            | 放送日         |
| ------ | --------------------------------------- | --------------- | ---------- | ---------- | -------------- | ------------------- | -------------- |
| 第1話  | 蘭、テレパシー! 〜ねらわれた街〜        | 小山知子 島田満 | 大宙征基   | 殿勝秀樹   | -              | 八崎健二            | 2008年 6月21日 |
| 第2話  | 蘭、走る! 〜ねらわれた街〜              | 小山知子 島田満 | 四分一節子 | 棚橋一徳   | しまだひであき | 鈴木伸一            | 6月28日        |
| 第3話  | 蘭、跳ぶ! 〜ねらわれた街〜              | 小山知子 島田満 | 大宙征基   | 鈴木孝聡   | 八崎健二       | 薄谷栄之            | 7月5日         |
| 第4話  | 蘭を呼ぶ花 〜闇からのささやき〜         | 小山知子 島田満 | 四分一節子 | 清水明     | しまだひであき | 小林ゆかり          | 7月12日        |
| 第5話  | 蘭が呼ぶ風 〜闇からのささやき〜         | 小山知子 島田満 | 大宙征基   | 熨斗谷充孝 | しまだひであき | 砂川正和            | 7月19日        |
| 第6話  | 蘭、幽霊温泉に行く 〜ゴースト館の謎〜   | 小山知子        | 四分一節子 | 殿勝秀樹   | 八崎健二       | 依田正、彦          | 7月26日        |
| 第7話  | 蘭と湯けむり幽霊事件 〜ゴースト館の謎〜 | 小山知子        | 大宙征基   | 鈴木孝聰   | 八崎健二       | 薄谷榮之            | 8月2日         |
| 第8話  | 蘭のなかよし大作戦                      | 小山知子        | 四分一節子 | 山名隆史   | しまだひであき | 鈴木伸一            | 8月16日        |
| 第9話  | 蘭、神様をひろう 〜蘭と桜と春爛漫〜     | 小山知子        | 殿勝秀樹   | 殿勝秀樹   | 八崎健二       | 坂巻貞彦            | 8月23日        |
| 第10話 | 蘭と翠と夏休み                          | 中村誠          | 大宙征基   | 鈴木孝聰   | しまだひであき | 薄谷榮之 依田正、彦 | 8月30日        |
| 第11話 | 蘭と失われた村 〜髑髏は知っていた〜     | 小山知子        | 四分一節子 | 清水明     | 八崎健二       | 小林ゆかり          | 9月6日         |
| 第12話 | 蘭と三つ目の涙 〜髑髏は知っていた〜     | 小山知子        | 大宙征基   | 熨斗谷充孝 | 八崎健二       | 砂川正和            | 9月13日        |
| 第13話 | 蘭と謎の案内人 〜人面瘡は夜笑う〜       | 小山知子        | 四分一節子 | 殿勝秀樹   | しまだひであき | 坂巻貞彦 服部一郎   | 9月20日        |
| 第14話 | 蘭と赤い手鞠 〜人面瘡は夜笑う〜         | 中村誠          | 大宙征基   | 鈴木孝聰   | しまだひであき | 薄谷榮之            | 9月27日        |
| 第15話 | 留衣、闇に消える 〜時を超えるSOS〜      | 中村誠          | 四分一節子 | 清水明     | 八崎健二       | 鈴木伸一 依田正、彦 | 10月4日        |
| 第16話 | 留衣、江戸時代 〜時を超えるSOS〜        | 中村誠          | 大宙征基   | 熨斗谷充孝 | 八崎健二       | 砂川正和 桝井一平   | 10月11日       |
| 第17話 | 蘭、バカンス! 〜さらわれた花嫁〜        | 小山知子        | 四分一節子 | 殿勝秀樹   | しまだひであき | 坂巻貞彦            | 10月18日       |
| 第18話 | 蘭と聖地と誘い花 〜さらわれた花嫁〜     | 小山知子        | 殿勝秀樹   | 鈴木孝聰   | しまだひであき | 薄谷榮之            | 10月25日       |
| 第19話 | 蘭、カフェ･ド･オバケ屋敷                | 小山知子        | 大宙征基   | 松浦錠平   | 八崎健二       | 三浦厚也 服部一郎   | 11月1日        |
| 第20話 | 凛、超能力に挑戦!                       | 小山知子        | 四分一節子 | 清水明     | 八崎健二       | 鈴木伸一 依田正、彦 | 11月8日        |
| 第21話 | 翠とおばあさんの夢                      | 中村誠          | 四分一節子 | 浅見松雄   | しまだひであき | 依田正、彦 山崎輝彦 | 11月15日       |
| 第22話 | 蘭と白い少女                            | 島田満 小山知子 | 大宙征基   | 三家本泰美 | しまだひであき | 桝井一平 依田正、彦 | 11月22日       |
| 第23話 | 蘭、埴輪の声を聞く                      | 小山知子        | 本多康之   | 鈴木孝聰   | 八崎健二       | 薄谷榮之            | 11月29日       |
| 第24話 | 蘭と目覚めた獣 〜私の中に何かがいる〜   | 中村誠          | 四分一節子 | 熨斗谷充孝 | しまだひであき | 砂川正和 依田正、彦 | 12月6日        |
| 第25話 | 蘭と枯れた大地 〜私の中に何かがいる〜   | 中村誠          | 大宙征基   | 三家本泰美 | しまだひであき | 桝井一平 依田正、彦 | 12月13日       |
| 第26話 | 蘭と翠 〜私の中に何かがいる〜           | 中村誠          | 大宙征基   | 鈴木孝聰   | -              | 八崎健二            | 12月20日       |

## 外部連結
- （日語）NHK電視動畫版網站
- （日語）